# جنبش مقدس محافظه‌کارانه
جنبش مقدس محافظه‌کارانه (انگلیسی: Conservative holiness movement) یک گروه کاملاً تعریف‌شده از فرقه‌های مسیحی محافظه‌کار الهیات است که اکثریت آن‌ها متدیست‌ها هستند که آموزه‌های آنها ریشه در الهیات جان وزلی دارد و اقلیتی نیز کوئیکرها هستند.